# Kovács Béla (politikus, 1960)
Kovács Gábor Béla (Budapest, 1960. február 25. –) közgazdász, üzletember, politikus, 2009 és 2017 között a Jobbik Európai Parlamenti képviselője, az Európai Nemzeti Mozgalmak Szövetségének alapítója, 2013 decemberétől elnöke. 2014-ben kémkedés vádjával eljárást indítottak ellene. 2017 decemberében kilépett a Jobbikból. A vádak alól a bíróság elsőfokon felmentette, de másodfokon bűnösnek találták kémkedés előkészítésében, kémkedésben, költségvetési csalásban és magánokirat-hamisításban, ezért két évnyi felfüggesztett börtönbüntetésre ítélték. 2022 szeptemberében, harmadfokon a cselekményt súlyosabbnak ítélték meg, az ítéletet öt év fegyházbüntetésre módosították és tíz évre eltiltották a közügyektől. A jogerős ítélet végrehajtására egyelőre nem kerülhet sor, mert az elítélt már Moszkvában él.

## Származása
Édesanyja csoportos erőszak áldozata volt (valódi édesapja neve nem ismert), ezért 5 hónapos korában nevelőszülőkhöz került. Nevelőapja, id. Kovács Béla a Külügyminisztérium Diplomáciai Testület Ellátó Igazgatóságán (DTEI) dolgozott technikai munkakörben, 1976–1980 között pedig a tokiói magyar nagykövetségen volt külszolgálatban gondnokként, míg felesége szakácsként dolgozott ugyanott.

## Tanulmányai
1976–1980 között a japán fővárosban, az amerikai alapítású Saint Mary középiskolában tanult. 1978-ban a budapesti I. István Közgazdasági Szakközépiskolában érettségizett. Ezután négy éven át Tokióban, egy amerikai magánegyetemen politológiát és nemzetközi kapcsolatokat hallgatott. 1986-ban pedig Moszkvában, a Nemzetközi Kapcsolatok Intézetében (MGIMO) szerzett nemzetközi közgazdász diplomát.
Japán, angol, orosz nyelvből felsőfokú nyelvvizsgával rendelkezik, de emellett lengyelül, franciául és németül is beszél.

## Az üzleti életben
1986-ban Magyarországra költözött, és a Terimpex külkereskedelmi vállalatnál lett üzletkötő. 1987-ben behívták katonának. Ezután ismételten kiköltözött a Szovjetunióba. 1988–2003 között nemzetközi kereskedelmi cégeknél dolgozott vezető beosztásban Japánban és Oroszországban. 2003-ban a „Gaszisz” Orosz Állami Akadémia jogtudományi karán végzett befektetési szakjogászként.
2003-ban hazaköltözött, Angyalföldön nyitott egy salátabárt, amelyet 2010-ben felszámoltak.

## Politikusként

### Magyarországon
A Jobbikba 2005-ben lépett be, volt katonatársa, Bíber József Tibor ajánlásával. Még ez év decemberében megalapította a párt külügyi bizottságát, amelynek elnöke volt kilépéséig. 2006-ban megalapította a Jobbik XIII. kerületi szervezetét. 2008 decembere óta a Jobbik fővárosi alelnöke volt.

### Az Európai Parlamentben
2008-at követően sűrűn járt Brüsszelbe. A 2009-es európai parlamenti választáson a Jobbik listájának 7. helyén szerepelt, és így képviselőként nem jutott be az Európai Parlamentbe. A bekerült 3 jobbikos képviselő asszisztense és szakmai tanácsadója lett. A párthoz való csatlakozása után vált hangsúlyosabbá a Jobbik oroszbarát és keleti politikája.
2010 májusában, az Európai Parlamentből a magyar Országgyűlésbe hazatérő Balczó Zoltán képviselői helyét foglalta el az Európai Parlamentben. 2010–2014 között 161-szer szólalt fel a plenáris üléseken.
Az Ipari, Kutatási és Energiaügyi Bizottság, és az EU–Kazahsztán, EU–Kirgizisztán, EU–Üzbegisztán Parlamenti Együttműködési Bizottságokba delegált küldöttség és a Tádzsikisztánnal, Türkmenisztánnal és Mongóliával fenntartott kapcsolatokért felelős küldöttség tagja, valamint az EU–Oroszország Parlamenti Együttműködési Bizottságba delegált küldöttség és a Költségvetési Bizottság póttagja lett.
Létrehozta az EU–Oroszország Parlamenti Együttműködési Bizottság energetikai munkacsoportját, melynek ő a vezetője. A csoport első kihelyezett ülését 2014 áprilisában Magyarországon tartották.
EP-képviselői irodát tart fenn Beregszászon (2011–2014) és Szatmárnémetiben (2012 óta).
2014 márciusában, egy Európai Parlamenti képviselői csoport tagjaként, megfigyelőként részt vett a Krímnek Ukrajnától való elszakadásáról döntő – az ENSZ, az Európai Unió és számos ország által érvénytelennek tekintett – népszavazáson. Ezért az ukrán kormány – a többi nemzetközi megfigyelővel együtt – 2014. augusztus 21-étől három évre kitiltotta Ukrajna területéről.
A 2014-es európai parlamenti választáson a Jobbik listájának 3. helyéről szerzett mandátumot. Az Ipari, Kutatási és Energiaügyi Bizottság, A Japánnal fenntartott kapcsolatokért felelős küldöttség valamint Az Euronest Parlamenti Közgyűlésbe delegált küldöttség tagja, a Külügyi Bizottság és Az EU–Örményország, EU–Azerbajdzsán, EU–Grúzia Parlamenti Együttműködési Bizottságokba delegált küldöttség póttagja.

### Az Európai Nemzeti Mozgalmak Szövetségében
2009-ben ő hozta tető alá az európai szélsőjobboldali pártokat tömörítő Európai Nemzeti Mozgalmak Szövetségét. A szervezetnek 2010 júniusától ő volt az alelnöke és kincstárnoka, 2013 decemberében pedig négy évre megválasztották a szervezet elnökének.

## Személye körüli konfliktusok

### Kémkedés vádja
Egyes médiaértesülések szerint 2014 áprilisában az Alkotmányvédelmi Hivatal feljelentést tett ellene az ügyészségen, az Európai Unió intézményei ellen, Oroszország javára folytatott kémkedés gyanúja miatt. A Legfőbb Ügyészség az Európai Parlament elnökéhez fordult, indítványozva, hogy az Európai Parlament függessze fel Kovács mentelmi jogát. Egy 2014 őszén kiszivárgott levél felveti a gyanút, hogy a magyar ügyészség – titkosításra hivatkozva — nem adja meg az Európai Parlamentnek a mentelmi jog felfüggesztésének megtárgyalásához szükséges dokumentumokat.
Az Európai Parlament mentelmi jogi bizottsága hónapokig nem tárgyalta az ügyet. 2015 januárjában bejelentette, hogy februárban megtárgyalja, de időhiány miatt ez elmaradt. Végül március 9-én a bizottság napirendjére került az ügy, és megtartották az első véleménycserét. Május 6-án meghallgatták Kovács Bélát, július 14-én pedig Polt Péter legfőbb ügyészt. A bizottság szeptember 14-i ülésén ismertették azt a bizottsági állásfoglalásra irányuló indítványt, amely mentelmi jogának a felfüggesztését javasolja. A bizottság október 12-i ülésén elfogadta az indítványt, azzal a megszorítással, hogy a képviselő tovább végezheti a Európa Parlamenti munkáját, és csak jogerős bírósági ítélet esetén lehet gyanúsítottként kezelni, illetve letartóztatni. Az Európai Parlament október 14-i brüsszeli plenáris ülésen megszavazta a jogi bizottság előterjesztését, így a mentelmi jogának felfüggesztésével Kovács Béla 20 hónappal az ellene irányuló feljelentés után kihallgathatóvá vált. December 4-én gyanúsítottként hallgatták ki az ügyészségen, akiknek 2015. december 20-ig kell befejezni a nyomozást, de ennek határideje akár 2 évvel is meghosszabbítható.
Kovács Béla tagadta az ellene és felesége ellen a sajtóban megfogalmazott vádakat. Kijelentette, hogy EP-képviselőként sem titkosított, sem minősített anyagokhoz nem fért hozzá. Egyben jelezte, hogy lemond EP-képviselői mentelmi jogáról.
Az LMP és a DK kezdeményezte az Országgyűlés Nemzetbiztonsági Bizottságának összehívását. Ehhez a Jobbik is csatlakozott, miután értetlenségét fejezte ki az Alkotmányvédelmi Hivatal eljárásával kapcsolatban. Egyes nemzetbiztonsági szakértők szerint is szokatlan az eljárás, mert a kémek ellen tettenéréses letartóztatást szokás alkalmazni. Más szakértők szerint az ügy tétje, várható nemzetközi következményei és kockázatai miatt, valószínűtlen, hogy az eljárás megalapozatlan, blöff lenne. Tarjányi Péter szakértő véleménye szerint Kovács Béla esetében valószínűleg nem klasszikus hírszerző ügynöki munkáról, hanem befolyásoló ügynöki tevékenységről van szó, az Oroszország által az EU ellen alkalmazott aktív intézkedések keretében.
2017. december 6-án a Központi Nyomozó Főügyészség vádat emelt ellene kémkedés, költségvetési csalás és hamis magánokirat felhasználása miatt. Ezután bejelentette, hogy kilép a Jobbikból.
2018. július 10-én megkezdődött a per a Budapest Környéki Törvényszéken.
Első fokon 2020. szeptember 24-én felmentették a kémkedés vádja alól, de 2021 júniusában a másodfokú bíróság bűnösnek találta kémkedés előkészítésében, kémkedésben, költségvetési csalásban és magánokirat-hamisításban, ezért két évnyi, öt évre felfüggesztett börtönbüntetésre ítélte.

### Felesége elleni kémvád
2014 őszén egy oknyomozó újságcikkben több forrásra hivatkozva számos állítás jelent meg Kovács feleségének múltjával kapcsolatban. A cikk japán lapokra hivatkozva azt állította, hogy Isztohina 1975-ben feleségül ment egy japán állampolgárhoz, akitől később sem vált el, majd a '80-as években egy osztrák bűnözővel kötött névházasságot, hogy így osztrák állampolgársághoz jusson. A cikk szerint Isztohina még a Szovjetunió fennállásának idején meglehetősen sokat utazott Nyugat- és Észak-Európába illetve Ázsiába, ami az átlagos szovjet állampolgárok számára ekkor lehetetlen volt. Több tanú állítása szerint Isztohina a KGB alkalmazásában állt. Noha Kovács azt állította, hogy megdöbbent és nem tudott felesége múltjáról, nyilatkozataiban ezzel kapcsolatban ellentmondások merültek föl.
Kovács közleményben utasította vissza a vádakat, és a cikket titkosszolgálati lejárató akciónak minősítette. Kilátásba helyezte, hogy jogi lépéseket tesz az ügyben.
Kovács Béla nevelőapja az ügyészségnek azt vallotta, hogy még a rendszerváltás előtt, a feleség, KGB-s futárként, az akkoriban szintén a KGB-nél dolgozó Vlagyimir Putyinnal is munkakapcsolatban állt.[forrás?]

## Családja
Nős (1986), felesége Szvetlana Isztohina.[forrás?]

## Érdekességek
- 2004 óta tagja a Magyar Feltalálók Egyesületének.
- Támogatja a határon túli rovásmozgalmat, ezért rovásírásos Újszövetségi Bibliát adott át a beregszászi református gyülekezetnek, rovásírásos mezt vásárolt a kárpátaljai Mezőgecse és Csongor labdarúgó-csapatának, valamint támogatta a rovásírásos helységnévtáblák felállítását.[49][50]